# Combloux
Combloux este o comună în departamentul Haute-Savoie din sud-estul Franței. În 2009 avea o populație de 2.082 de locuitori.

## Evoluția populației
| An        | 1975  | 1982  | 1990  | 1999  | 2006  | 2009  |
| --------- | ----- | ----- | ----- | ----- | ----- | ----- |
| Populație | 1.151 | 1.379 | 1.716 | 1.976 | 2.042 | 2.082 |